# Saline Bad Rappenau

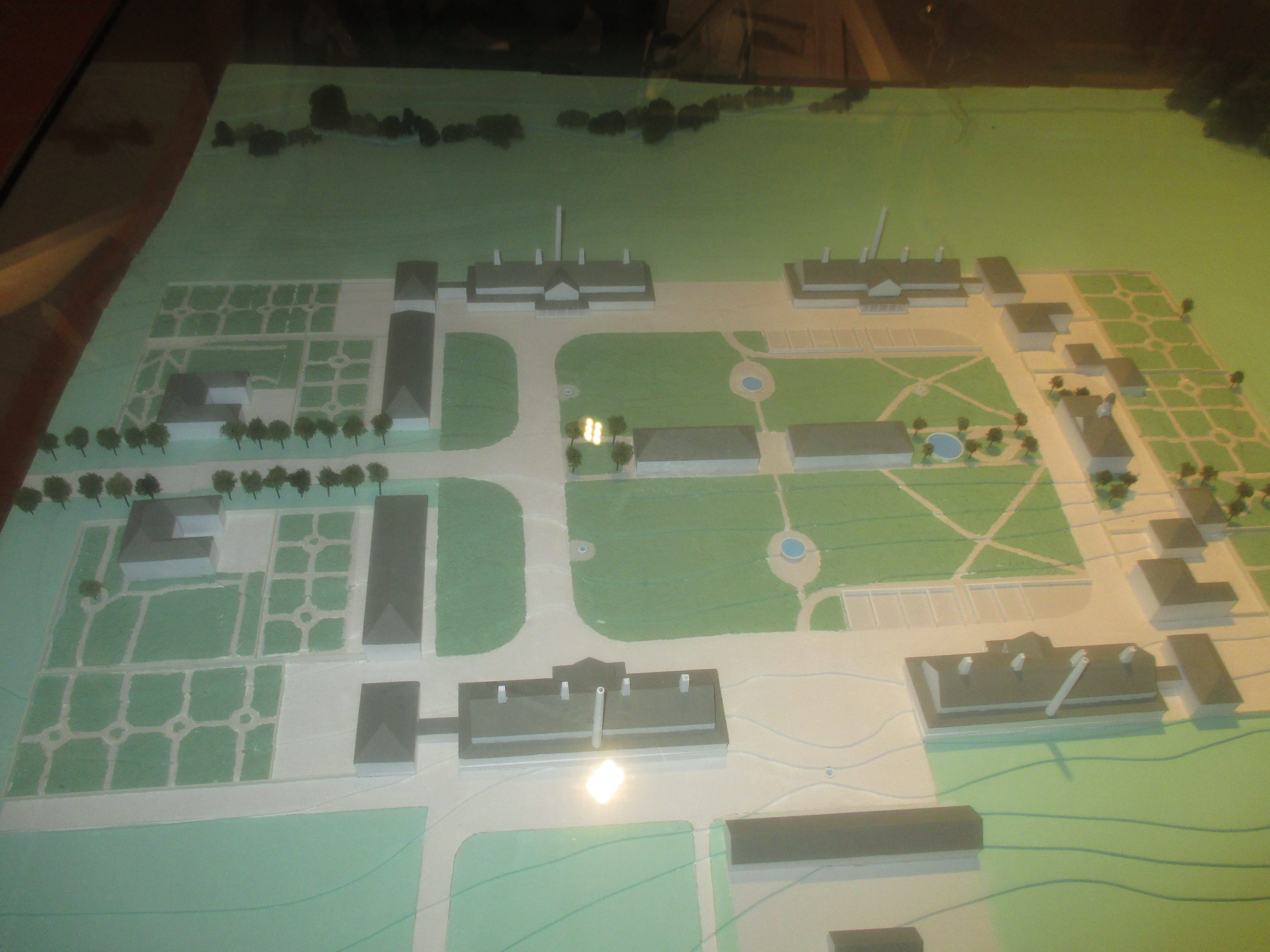
Modell Anlage Neubau: Oben und unten Siede-, links Arbeiterhäuser (Städtisches Museum im Forum Fränkischer Hof)

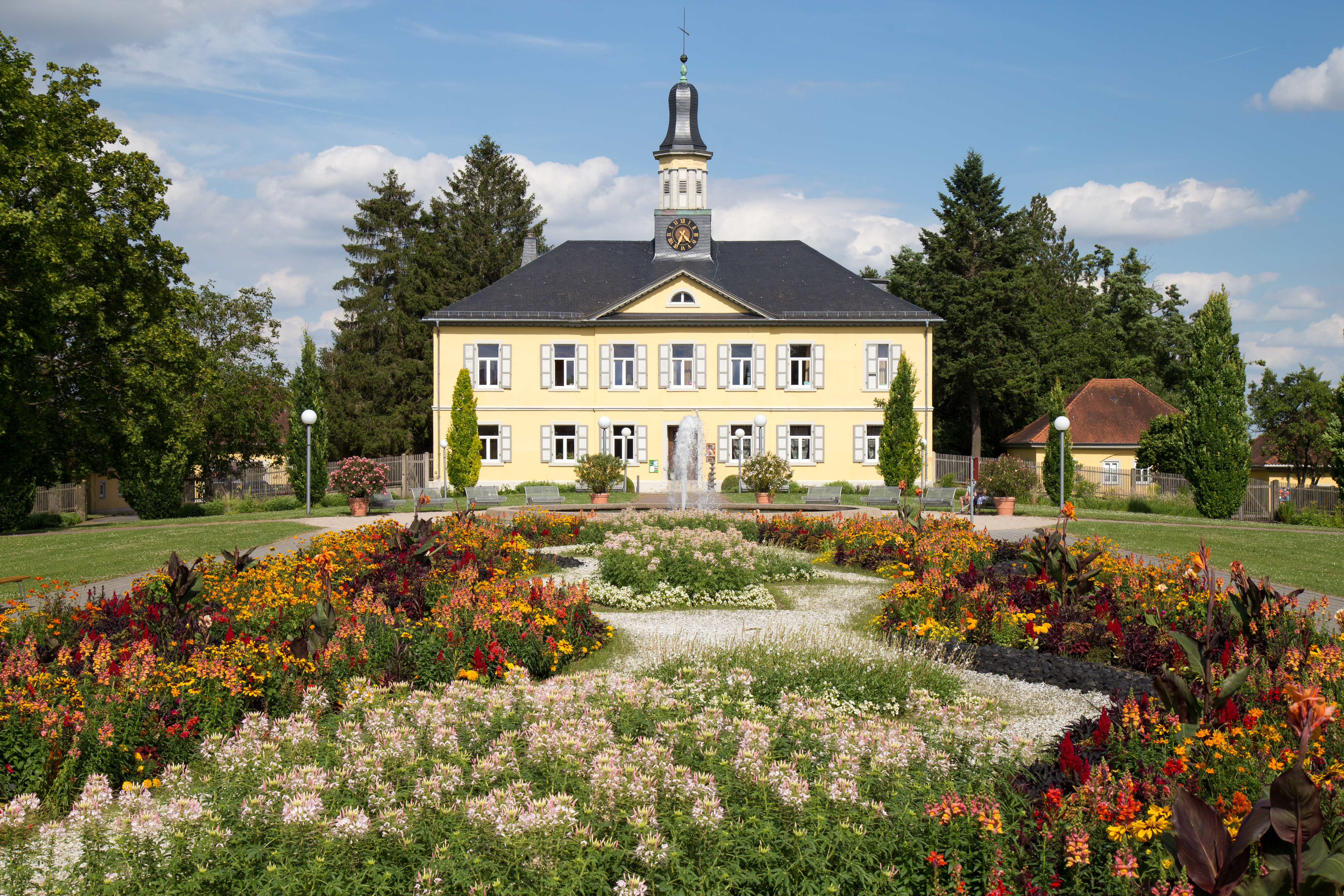
Ehemaliges Salinenamtsgebäude am östlichen Kopfende des heutigen „Salinengartens“

Die Saline in Bad Rappenau war eine in den 1820er Jahren begründete Saline, in der bis 1973 Salz und Sole gewonnen wurden. Die zu Heilzwecken angewandten Solebäder begründeten den heutigen Rappenauer Kurbetrieb und den Bädertitel der Stadt. Das ehemalige Salinengelände ist heute Teil des Kurparks, Sole wird weiterhin zu Heilzwecken gewonnen. Das Bad Rappenauer Heimatmuseum im Kulturhaus „Forum Fränkischer Hof“ hat seinen Schwerpunkt auf der Geschichte von Kur und Saline.

## Geschichte

### Entwicklung der Salzgewinnung bei Bad Rappenau

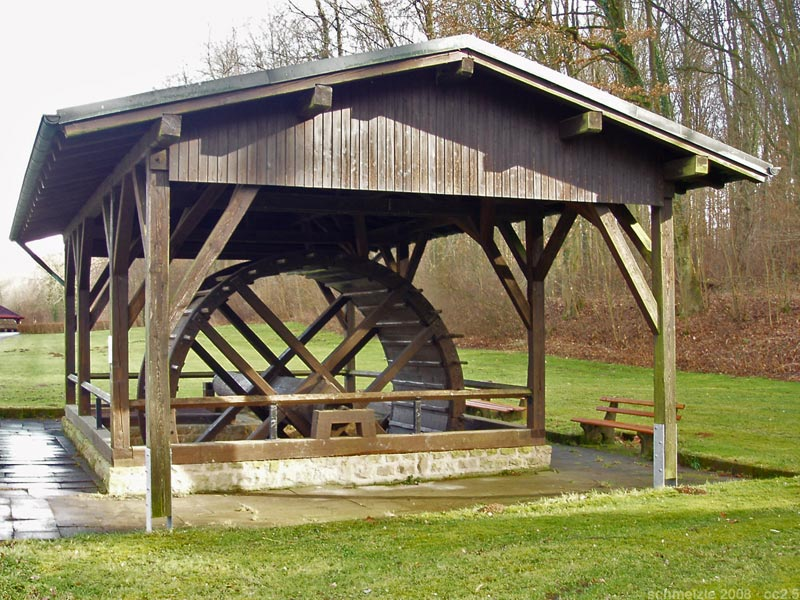
Die Tretmühle zur Soleförderung („Salinenkuh“) gehört zu den ältesten hier verwendeten Maschinen

Salz liegt bei Bad Rappenau in einer Tiefe zwischen 165 und 210 Metern im zwischen 40 und 290 Meter tief gelegenen Muschelkalk, der von einer rund 30 Meter mächtigen Schicht Keuper und wenigen Metern Löss überdeckt ist. Im Neckartal zwischen Heilbronn und Mosbach gab es jeher frei an der Oberfläche austretende Salzquellen und salzige Sumpfstellen, die möglicherweise die dortige Besiedelung begründet hatten und einigen Bodenfunden gemäß dort auch schon in der Vorzeit zum Sieden von Salz genutzt wurden. Die neuzeitliche Salzgewinnung in jener Neckargegend beginnt mit dem Entstehen der Siedebetriebe in Offenau 1756, in Wimpfen 1763 und in Mosbach 1764.
Im heutigen Rappenauer Stadtteil Heinsheim trat Salzwasser frei aus, doch konnte sich der Deutsche Orden, der die Saline in Offenau betrieb, nicht mit den Freiherren von Racknitz als Heinsheimer Grundherren über Bau und Betrieb einer Saline in Heinsheim einigen. Die Racknitz erhielten bis 1794 Abstandszahlungen des Ordens, um nicht ihrerseits eine mit der am anderen Neckarufer befindlichen Deutschordens-Saline in Offenau konkurrierende Saline zu errichten.
Nachdem die bereits bestehenden Siedebetriebe Salz nur aus an der Oberfläche austretender Sole gewonnen hatten, fand Bergrat Bilfinger 1816 in Jagstfeld bei Bohrungen in 150 Metern Tiefe ein unterirdisches Salzlager. 1818 wurde das Wimpfener Salzlager in 134 Metern Tiefe entdeckt, 1820 das Offenauer Salzlager in 140 Metern Tiefe. Den Salzfunden folgte jeweils der Bau neuer Salzwerke. Die Gründung von gleich mehreren Salinen hängt damit zusammen, dass sich zu Beginn des 19. Jahrhunderts territoriale Umwälzungen in Südwestdeutschland ereignet hatten und im Gebiet um Rappenau die Länder Württemberg, Baden und Hessen aneinandergrenzten und alle diese Länder eigenes Interesse an der Salzgewinnung hatten. Württemberg gewann Salz in Jagstfeld und Offenau, Hessen in Wimpfen. Lediglich Baden blieb mit Probebohrungen am Neckar ab 1818 bei Heinsheim, Neckarmühlbach, Haßmersheim und einigen anderen Orten vorerst erfolglos.

### Fund des Salzlagers 1822, Gründung der Saline

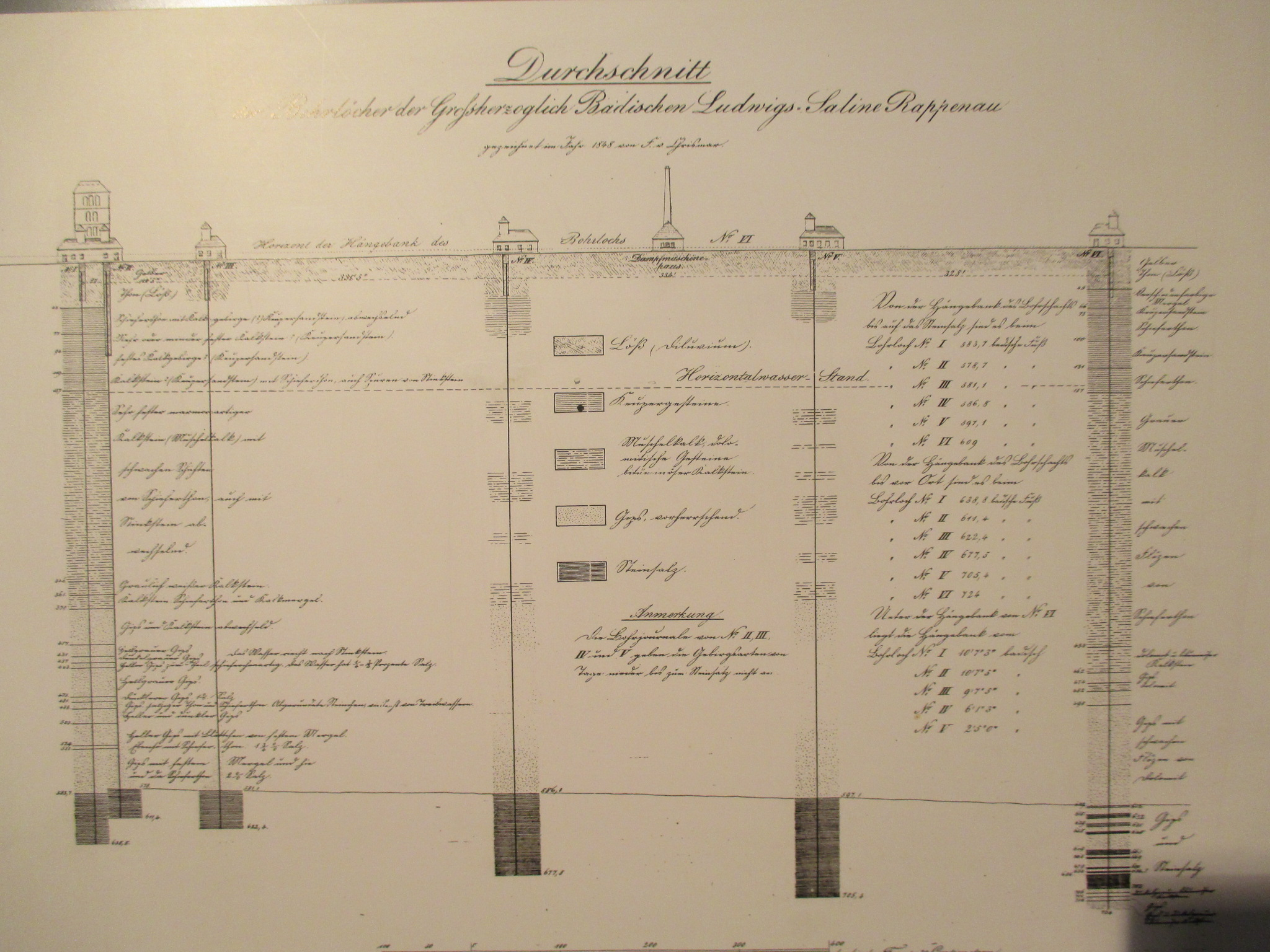
„Durchschnitt der Bohrlöcher der ... Ludwigssaline“ des Salinendirektors Rosentritt

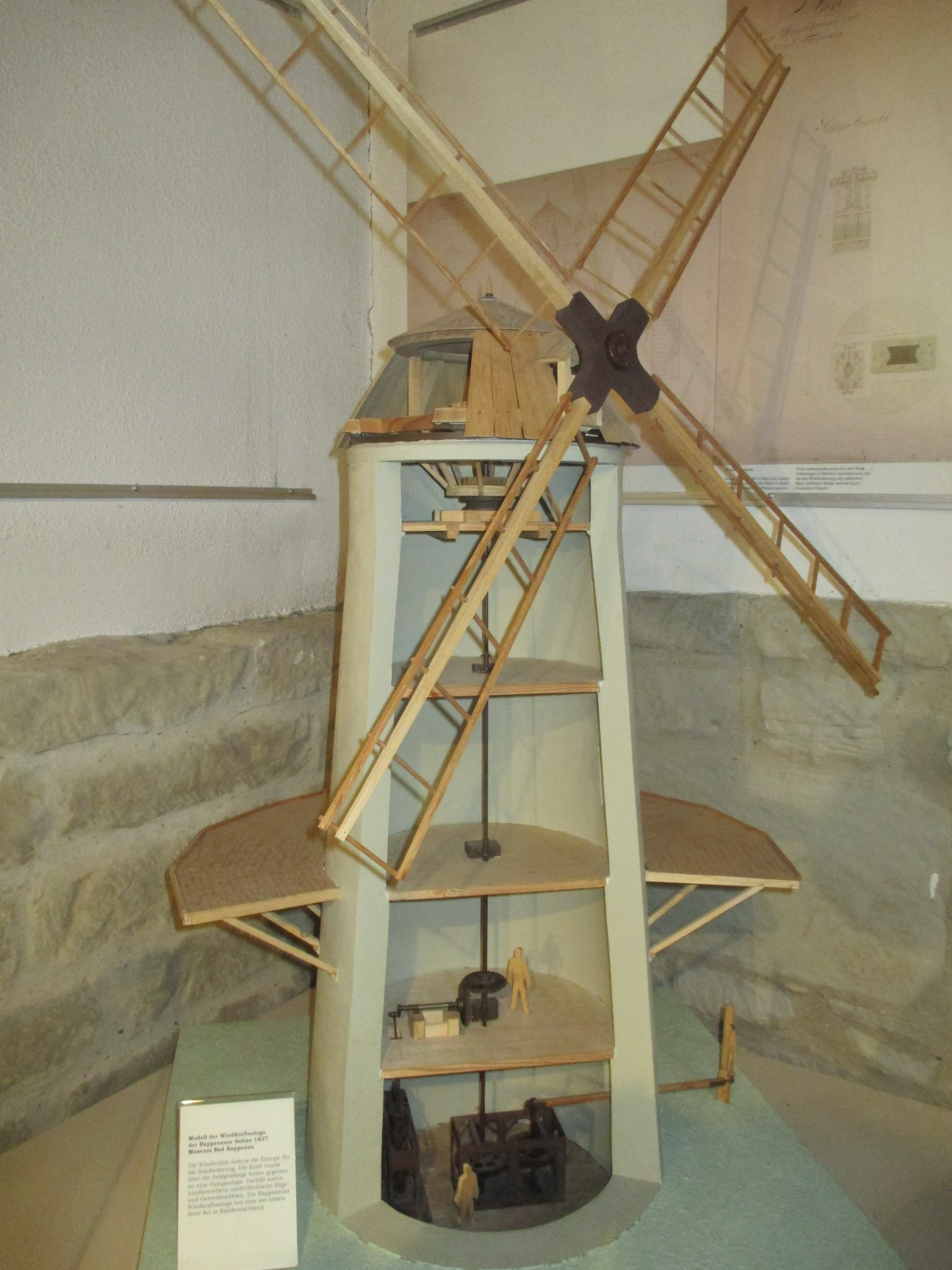
Modell der Windpumpe zur Soleförderung (1837, Städtisches Museum im Fränkischen Hof)

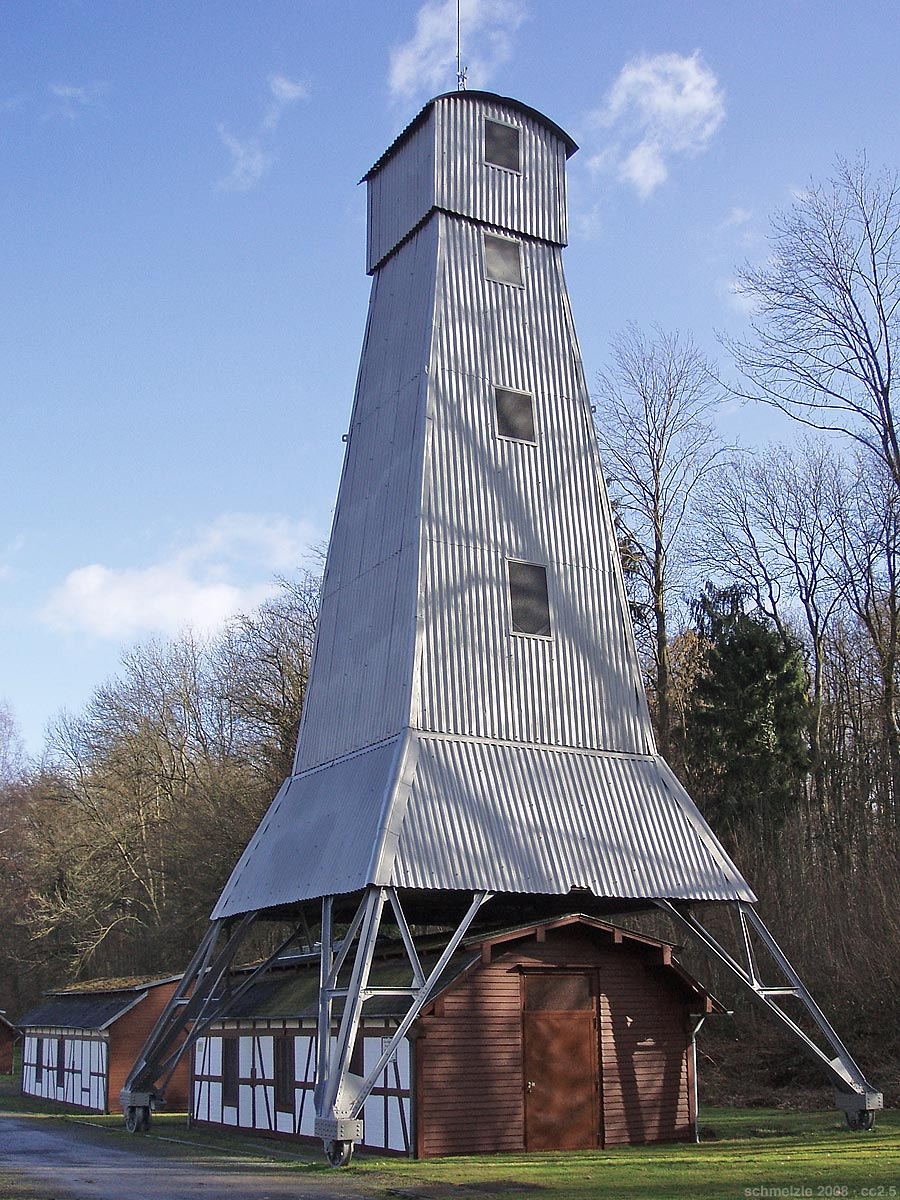
Bohrturm im Hohenstadter Grund

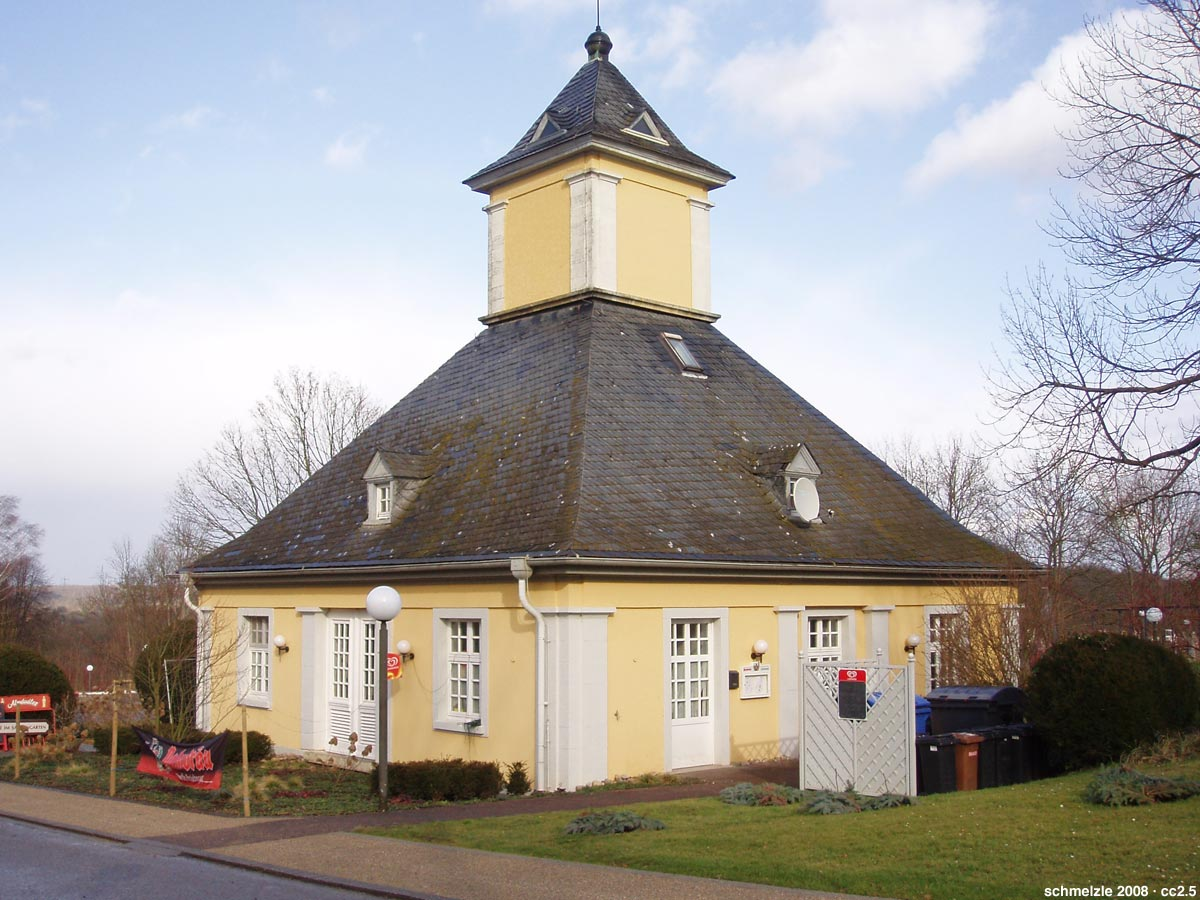
Ehemalige Trafostation

Der Dürkheimer Salinendirektor Georg Christian Heinrich Rosentritt beantragte im Februar 1821 die Konzession zu Probebohrungen auf der Gemarkung von Rappenau. Nachdem diese im November 1821 bewilligt wurde, fanden im Jahr 1822 schließlich erfolgreiche Bohrungen bis in eine Tiefe von 191,60 Metern statt. Rosentritt verfasste im März 1823 gemeinsam mit Friedrich Arnold und dem Leiter des badischen Finanzministeriums eine Denkschrift über die Bedingungen, unter welchen die Lieferung von 80.000 Zentner Kochsalz von der Saline Rappenau bis Ende d. J. stattfinden kann, welche die badische Regierung im April 1823 zur Übernahme des Bohrlochs überzeugte. Rosentritt erhielt das Amt des Salinenverwalters. Am 4. Mai 1823 erhielt die Saline nach dem Großherzog Ludwig I. (Baden) den Namen Ludwigssaline. Noch im selben Jahr wurden ein zweites Bohrloch bis in eine Tiefe von 183,40 Metern getrieben, auf dem damals noch Schwärzberg genannten Salinenhügel der Grundstein für eine Saline gelegt und darin im August ein erster Probesud durchgeführt. Die ersten Gebäude der Saline waren nur provisorischer Natur.
Bis 1826 erfolgte durch Aufwendungen von insgesamt 1 Million Gulden ein bedeutender Ausbau: Es entstanden drei weitere Bohrlöcher bis auf eine Tiefe von 214,55 Metern. Jedes Bohrloch wurde durch eine bis zu 15 Mann starke Bohrmannschaft mittels Treträdern frei von Schlamm und Gestein gehalten.
Die Sole wurde von einer Niederdruckdampfmaschine über hölzerne Deichelleitungen zu drei Siedehäusern mit je fünf Pfannen gepumpt. Für diese Pumpe entstand ein 25 Meter hohes Pumpenhaus, zusätzliches Süßwasser wurde mit Pferdefuhrwerken vom Rappenauer Schlosssee angefahren.

### Entwicklung der Saline
1826 erreichte die Saline eine Jahresproduktion von 120.000 Zentnern Salz. Zum Umschlag des Salzes wurden am Neckar bei Heinsheim ein Lauer genannter Hafen und ein Salzmagazin angelegt, außerdem die Salzstraße von Heinsheim über Rappenau und Kirchardt nach Richen ausgebaut. Bis 1830 entstanden in der Saline rund 20 Gebäude: neben Siede- und Lagerhäuser auch Verwaltungs- und Wohngebäude, die von Friedrich Arnold, einem Neffen und Schüler Friedrich Weinbrenners, im Stil des Klassizismus erbaut wurden. In der Wohnsiedlung für die Salinenarbeiter bestand bis 1837 auch eine private Schule für die Kinder der Arbeiter.
Von 1828 bis 1936 bildete die Ludwigssaline zusammen mit den Salinen Clemenshall (Offenau), Ludwigshall (Bad Wimpfen) und Friedrichshall (Jagstfeld) zum Schutz vor ihren entsprechenden Konkurrenten das Salz-Verkaufskartell Neckarsalinenverein, das älteste und am längsten wirksame deutsche Wirtschaftskartell.
In den 1830er Jahren wurde der Betrieb der Dampfmaschine unwirtschaftlich, so dass man diese 1832 stilllegte und die Pumpen künftig von Hand betrieb. Zwei Mannschaften zu jeweils 40 Mann bedienten in jeweils 12-stündigen Schichten rund um die Uhr die Pumpen. Durch die Verdopplung des Bohrlochdurchmessers der Bohrlöcher 4 und 5 konnte die Soleförderung auf das Doppelte erhöht werden. 1838 brach Bohrloch 2 zusammen. An seiner Stelle wurde ein etwa 35 Meter tiefer Süßwasserbrunnen errichtet. 
1837 wurde nach einem im Städtischen Museum Forum im Fränkischen Hof ausgestellten Modell nach dem Vorbild niederländischer Säge- und Getreidemühlen zur Soleförderung eine Windpumpe benutzt, 1839 ein neues Dampfmaschinenhaus errichtet.
Die Saline begründete einen starken Aufschwung Rappenaus, da sie Arbeitsplätze für Tagelöhner und landwirtschaftliche Gutsarbeiter bot, fremde Arbeitskräfte zuzogen und sich mehrere Ärzte und ein Apotheker in Rappenau niederließen. In den 1830er Jahren begann außerdem die Nutzung der Sole zu Kurzwecken, worauf die heutige Bedeutung der Stadt als Heilbad zurückgeht. 1835 übergab Rosentritt das Verwalteramt an Franz von Chrismar, im Folgejahr wurde er Ehrenbürger von Rappenau.
1846 wurden die Siedehäuser modernisiert, wodurch die Heizkosten sanken und 1000 Quadratmeter mehr Siedefläche entstanden. Ein knapp 29 Meter hoher Kamin kündete von der neuen Heiztechnik. Die Jahresproduktion betrug 150.000 Zentner. Der Energiebedarf wurde mit Holz und Steinkohle gedeckt. Für die Produktion von rund 152.500 Zentnern Salz im Jahr 1847 wurden in den drei Siedehäusern knapp 80.000 Zentner Steinkohle und 600 Klafter Holz benötigt, der Betrieb der Dampfmaschine bedurfte weiterer 8000 Zentner Steinkohle und zwölf Klafter Holz.
In den 1850er Jahren gab es zeitweilig Überlegungen, in Rappenau auch ein Salzbergwerk zu errichten, die jedoch nicht verwirklicht wurden. Ebenso scheiterten Pläne aus derselben Zeit, die Saline nach Heinsheim an den Neckar zu verlegen, womit man die teuren Transportkosten von der Saline zur Anlegestelle eingespart hätte, die für die Rappenauer Saline einen Kostennachteil gegenüber den nahen weiteren Neckarsalinen bedeuteten. Die Rappenauer Ludwigssaline bildete mit der Saline Ludwigshalle in Bad Wimpfen, der Saline Clemenshall in Offenau und der Saline Friedrichshall in Jagstfeld den Verein der Neckarsalinen, der durch Preisabsprachen mit französischen Salinen im Jahr 1867 das erste internationale Kartell bildete.
Nachdem auf Betreiben des Deutschen Zollvereins 1868 das Salzmonopol aufgehoben wurde, ging die Produktionsmenge in Rappenau zunächst zurück. Der Anschluss an das Bahnnetz ab 1868, die Befreiung von Gewerbe- und Einkommensteuer sowie die Erneuerung der Siedepfannen schufen weitere Betriebsvorteile, so dass 1869 eine Jahresproduktion von 200.000 Zentnern erreicht wurde, die bis 1872 auf 300.000 Zentner (15.000 Tonnen) anstieg. In den Folgejahren wurde die Siedefläche abermals vergrößert und ein siebtes Bohrloch niedergebracht, jedoch führte 1885 die Eröffnung des Heilbronner Salzbergwerks wegen der Konkurrenzsituation zu einem vorübergehenden Produktionsrückgang, und 1889 fielen ein Siedehaus und ein Salzmagazin einem Großbrand zum Opfer.
1894 erwarb die Saline zur Deckung ihres Süßwasserbedarfs ein westlich von Rappenau gelegenes Grundstück mit mehreren Quellen. Der Bau einer Pumpstation und eines Hochbehälters schuf die Grundlage für die Trinkwasserversorgung einiger heutiger Rappenauer Ortsteile. Gleichzeitig entstand eine Kläranlage im Mühlbachtal, wo das stark salzhaltige Abwasser der Saline gereinigt wurde. 1895 wurde für den Salinenbetrieb eine Hochdruckdampfmaschine beschafft, die ab 1896 auch Strom für Pumpen, Salzmühle, Salzaufzug und Beleuchtung lieferte.

### Anschluss an das Eisenbahnnetz
Die ersten Planungen zum Anschluss an das Verkehrsnetz umfassten 1863 den Plan zum Bau einer Straße nach Waibstadt, wo ein Bahnhof der Schwarzbachtalbahn war. Die Eröffnung jener Bahn verzögerte sich jedoch, so dass sich die Straßenbaupläne erübrigten, als die 1868 begonnene Westliche Gabelbahn von Meckesheim über Sinsheim und Rappenau nach Jagstfeld am 5. April 1869 eigens für die Saline eine 1,2 km lange Zweigstrecke erhielt. Die Strecke führte vom Rappenauer Bahnhof kommend längs des großen Salzmagazins zu drei Abstell- und Rangiergleisen vor dem großen Magazingebäude. Über Quergleise und insgesamt drei Drehscheiben konnten die Waggons zu drei weiteren Gleisen längs der beiden Siedehäuser I und II oder in die quer zur Zweigstrecke stehenden Siedehäuser A und B des Magazins verbracht werden. Rangierarbeiten innerhalb der Saline wurden anfangs mit Pferde- oder Ochsengespann, ab 1926 mit Elektrokarren erledigt. Die Eisenbahn blieb über 100 Jahre, von ihrer Einrichtung 1869 bis zum Ende der Saline 1973 das wichtigste Verkehrsmittel der Saline, während die alte Salzstraße nach Eppingen sowie der Salztransport auf dem Neckar jegliche Bedeutung für die Saline verloren.

### Die Saline im 20. Jahrhundert

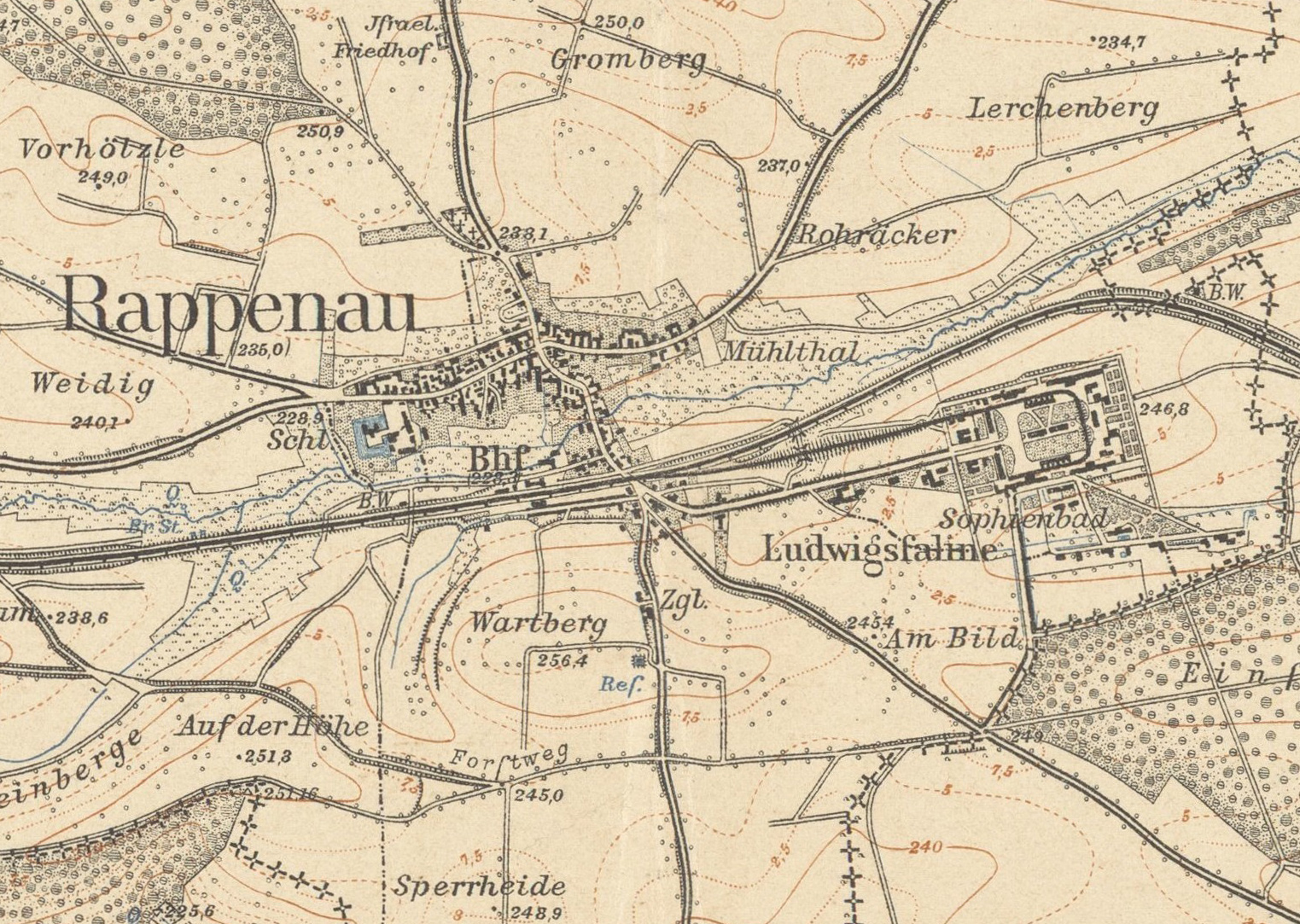
Rappenau auf einer Topografischen Karte von 1902

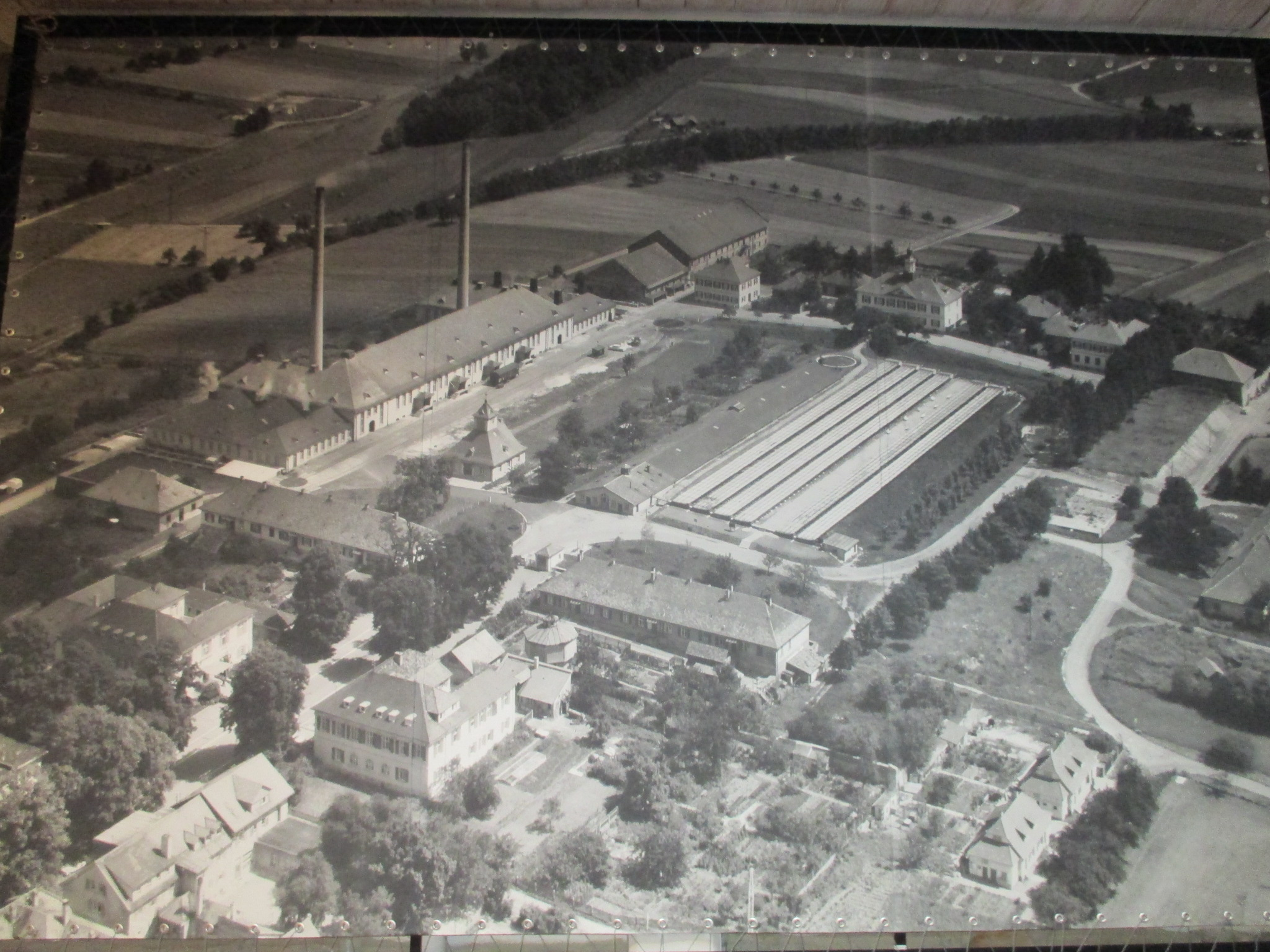
Zustand nach 1950: Mangels Brennholz wird die Sole teilweise wie in mediterranen „Salzgärten“ im Freien getrocknet. Links vor dem Siedehaus Eisenbahnwaggon auf den ehemaligen Gleisen für den Antransport von Brennstoff, z. B. Holz aus dem Odenwald (Wandbild aus dem städtischen Museum im Forum Fränkischer Hof)

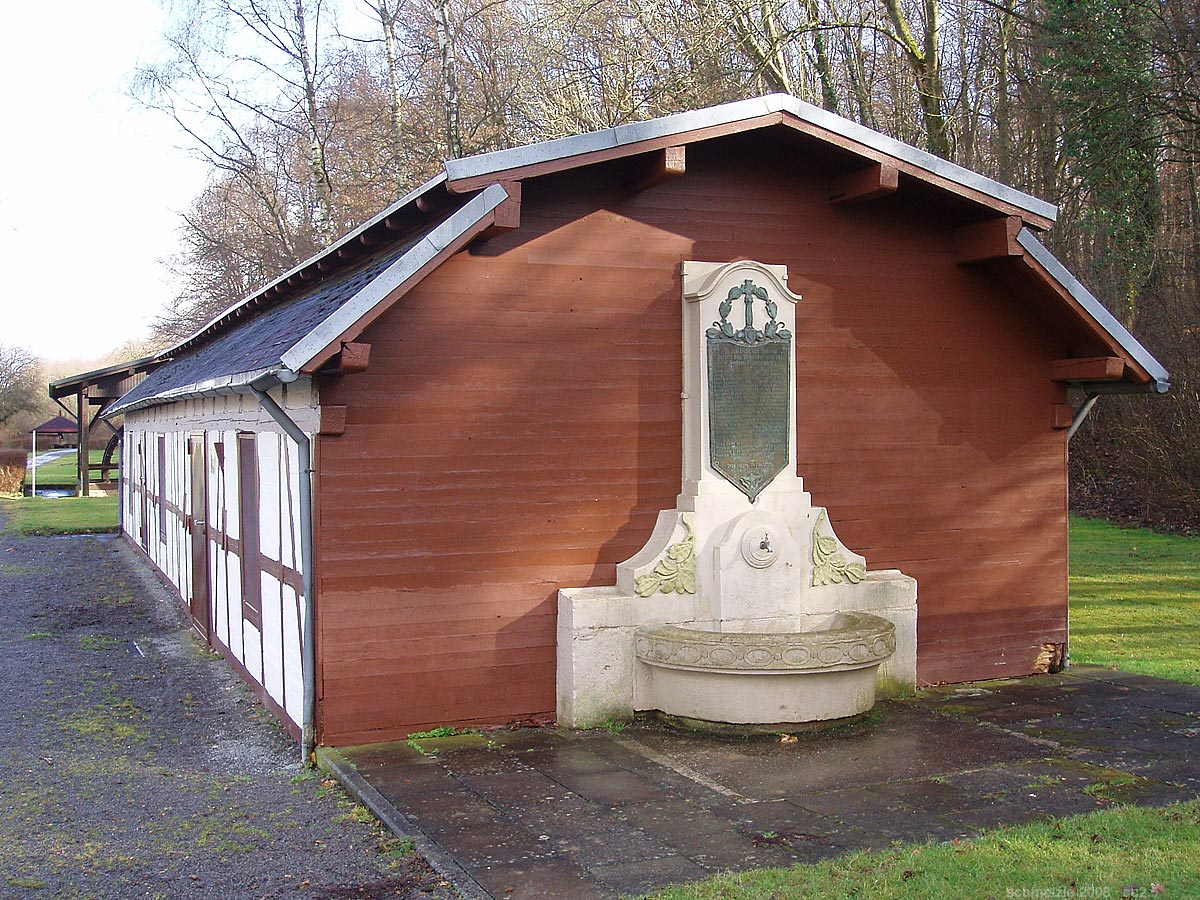
Pumpenhäuschen mit Ehrenmal

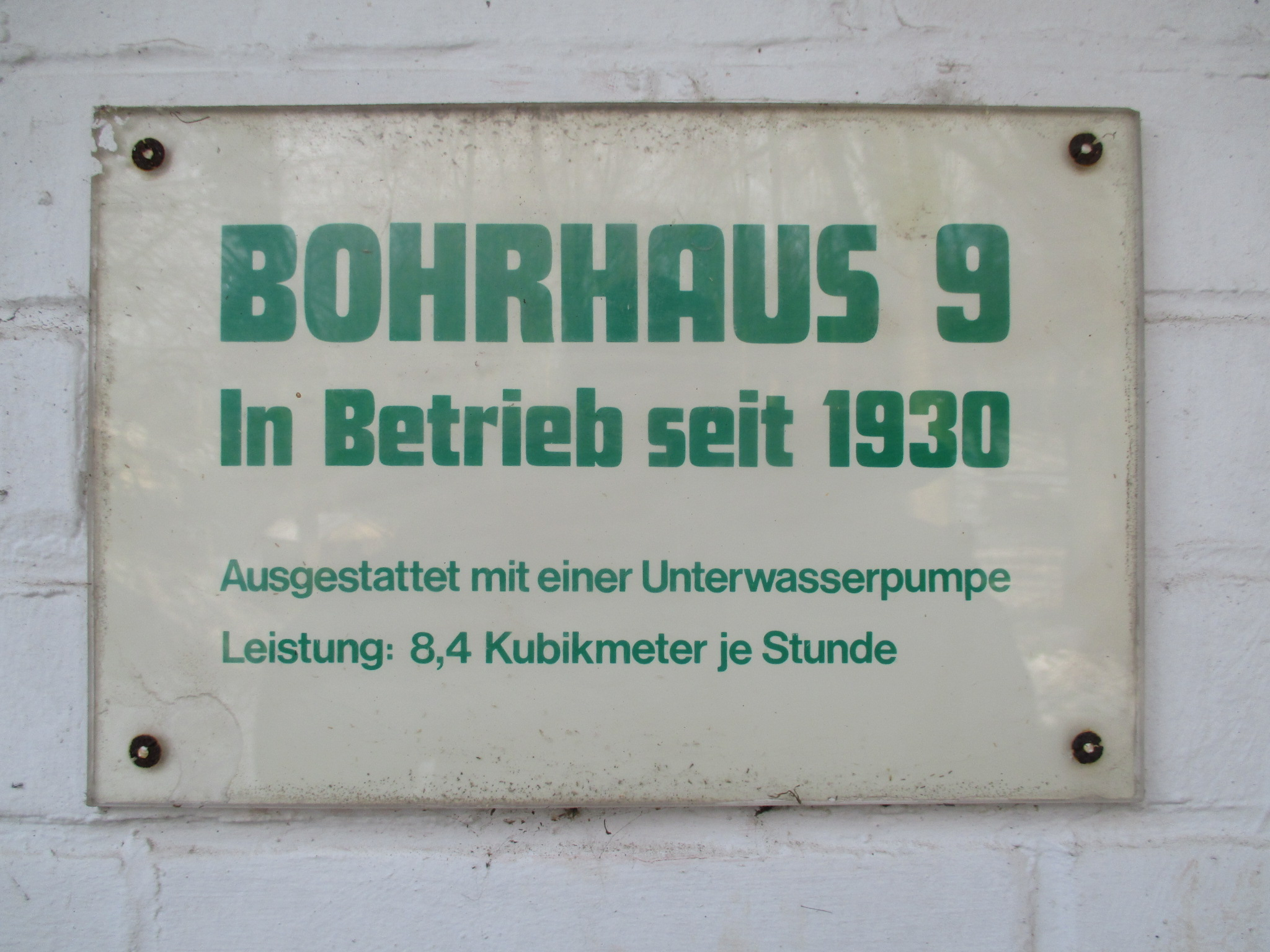
Schild am Bohrhaus (Dezember 2017)

Um 1900 war eine Jahresproduktion von rund 20.000 Tonnen Salz erreicht. Ein fünftes Siedehaus wurde zur Feinsalzerzeugung errichtet, später um Badeeinrichtungen erweitert. 1905 wurde ein fahrbarer Bohrturm aufgestellt, 1909 ein 2000 Kubikmeter fassendes Sole-Hochreservoir am Einsiedelwald in Betrieb genommen.
Der Mangel an Fachkräften während des Ersten Weltkrieges führte zu einem Produktionsrückgang auf die Hälfte. Die Vorkriegsproduktion wurde erst 1928 wieder erreicht, nach der Vereinigung mit der Saline in Dürrheim zur Vereinigte Badische Staatssalinen Dürrheim und Rappenau AG und mit verschiedenen Verbesserungen der betrieblichen Abläufe und Modernisierung von Siedehäusern, Bohrturm und Bohrhäusern.
1930 wurde mit der Rückführung der Mutterlauge in die Solereservoire das Recycling der Rohstoffe aufgenommen. Die Saline galt damals als modernste Saline in Europa, Rappenau erhielt den Titel Bad als anerkannter Heilbadeort. 1934 wurde durch den Deutschen Salzbund die Absatzmenge der Salinen in Rappenau und Dürrheim auf 3,16927 Prozent der gesamten deutschen Salzproduktion festgelegt. 1935 wurden die Siedeanlagen abermals modernisiert. Von den alten Siedehäusern war nur noch das 1900 erbaute Haus 5 in Betrieb, der Großteil der Siederei erfolgte künftig weitgehend mechanisiert in den neuen Siedehäusern A und B, zwischen denen sich das 70 Meter lange Zentralmagazin befand.
Den Zweiten Weltkrieg überstand die Saline nahezu unbeschadet. Durch Rohstoffmangel und ungenügende Transportbedingungen ging die Produktion auf etwa 10.000 Tonnen pro Jahr zurück, gleichwohl wurden 1941 und 1943 das zehnte und elfte Bohrloch abgeteuft. Ab 1944 waren 50 Kriegsgefangene und deutsche Häftlinge bei der Salzproduktion beschäftigt, die nach der Einstellung des Salinenbetriebs wegen der näherrückenden Front Ende März 1945 über das KZ Neckarelz nach Dachau verschleppt wurden. Am 2. April 1945 wurde die Saline von amerikanischen Truppen besetzt. Nach der Wiederaufnahme des Betriebs im September 1946 konnte wegen Kohlemangels zunächst nur eine geringe Menge Salz produziert werden, bald besserte sich die Rohstoffsituation jedoch wieder.
In den 1950er Jahren war eine Sonnensalzanlage in Betrieb, die täglich bei Sonnenschein rund 3 Tonnen Salz produzierte und auch Kurgästen mit chronischen Erkrankungen der Atemwege zur Verfügung stand. Die Anlage wurde jedoch in den 1960er Jahren nach Marokko verkauft. 1957 endete die Kohlebefeuerung der Siedehäuser, die künftig mit Schweröl beheizt wurden. 1962 wurden 22.000 Tonnen Salz produziert, womit bei einer Tageskapazität von 60 Tonnen die Kapazitätsgrenze der Saline erreicht war.
1965 wurden die Salinen in Dürrheim, Rappenau, Friedrichshall und Rottweil mit dem Salzbergwerk in Kochendorf zur Südwestdeutschen Salz AG vereinigt, die 1971 mit dem Salzwerk Heilbronn zur Südwestdeutsche Salzwerke AG fusionierte. Deren Salzgewinnung mit Vakuumverdampfung in Kochendorf war am wirtschaftlichsten, so dass die Schließung der Pfannensalinen in Bad Dürrheim und Bad Rappenau im Dezember 1971 beschlossen wurde. Am 31. März 1972 wurde die Produktion in Rappenau vorerst eingestellt. Da jedoch noch Bedarf an Salz mit einer speziellen, nur in Rappenau herstellbaren Körnung bestand, wurde ab Herbst 1972 bis 28. Februar 1973 nochmals fünf Monate lang produziert, bevor der Betrieb endgültig endete.

### Heilbadbetrieb seit dem 19. Jahrhundert
Der badische Staat als Besitzer der Saline hatte kein Interesse an der Nutzung der Rappenauer Sole zu Kurzwecken. Deswegen wurde auf Veranlassung eines Arztes und eines Apothekers 1833 in der Bürgerschaft ein Aktienverein gegründet, der ab 1833 im Salinenbereich das Sophienbad betrieb, das nach seiner Schirmherrin, Großherzogin Sophie von Baden benannt wurde. Der Badebetrieb wurde zwar 1837 zunächst wieder eingestellt, entwickelte sich aber ab 1845 äußerst günstig. Die Kapazität wurde von anfänglich zehn Badekabinen ab 1873 auf 23 erhöht und später um ein Dampfbad und Sole-Inhalationen erweitert. Beim Solebad bestand ein 1827 errichtetes Bad-Hotel, weitere Kur-Unterkünfte wie das Landhaus Reichert schlossen sich rasch an. 1887 folgte mit dem Kinderkurheim Siloah eine weitere Kureinrichtung.
Gegen Ende des 19. Jahrhunderts übernahm die Gemeinde die Obhut über das Badewesen und errichtete ein neues, den damaligen Hygieneanforderungen entsprechendes Badegebäude, das 1903 als Sophie-Luisen-Bad eingeweiht wurde. Zum Gedenken an das Bad erhielt eine der heutigen Kurkliniken Bad Rappenaus den Namen Sophie-Luisen-Klinik. 1905 erwarb die Gemeinde das vormals staatlich-badische Salinenhotel mit verschiedenen Wirtschaftsgebäuden. 1912 entstand in Rappenau außerdem die Vulpius Klinik, die sich ebenfalls die Heilwirkung der Rappenauer Sole zu Nutze machte. 1919 wurde mit Mitteln der Robert-Bosch-Stiftung das Kindersolbad errichtet. Im badischen Landtag engagierten sich die Abgeordneten Neuwirth und Sidler für die Belange des Rappenauer Solbads. Der Heilbadbetrieb führte dazu, dass Rappenau 1930 den Namen Bad Rappenau erhielt. 1935 wurde ein Solefreibad eingeweiht.
Der Zweite Weltkrieg beeinträchtigte das Kurwesen in Bad Rappenau stark. In der Nachkriegszeit fehlte es zunächst an den benötigten Finanzmitteln zur Modernisierung der in die Jahre gekommenen Kuranlagen, so dass bis 1960 nur kleinere Erweiterungen erfolgten: 1953 wurde das kommunale Sophie-Luisen-Bad ausgebaut, 1956/57 wurde das Wasserschloss Bad Rappenau zum Sanatorium ausgebaut, 1959 wurde der Kurbereich um ein Inhalatorium erweitert. 1961 erstellten die Stuttgarter Architekten Rudolf und Ingeborg Geier eine Denkschrift zur Gesamtplanung des Kurbereichs. Die ersten bedeutenden Neubauten nach dem Zweiten Weltkrieg waren 1964 das Schwärzberg-Sanatorium und 1966 das Kurmittelhaus sowie das Sole-Hallenbewegungsbad. 1972 begann der Bau des Kurhauses, gleichzeitig begann eine großflächige Umgestaltung des Kurparks, der nach dem Zugewinn des benachbarten Grundstücks der ehemaligen Maschinenfabrik Botsch bedeutend vergrößert werden konnte.

### Die ehemalige Saline seit 1974 als Teil des Kurparks

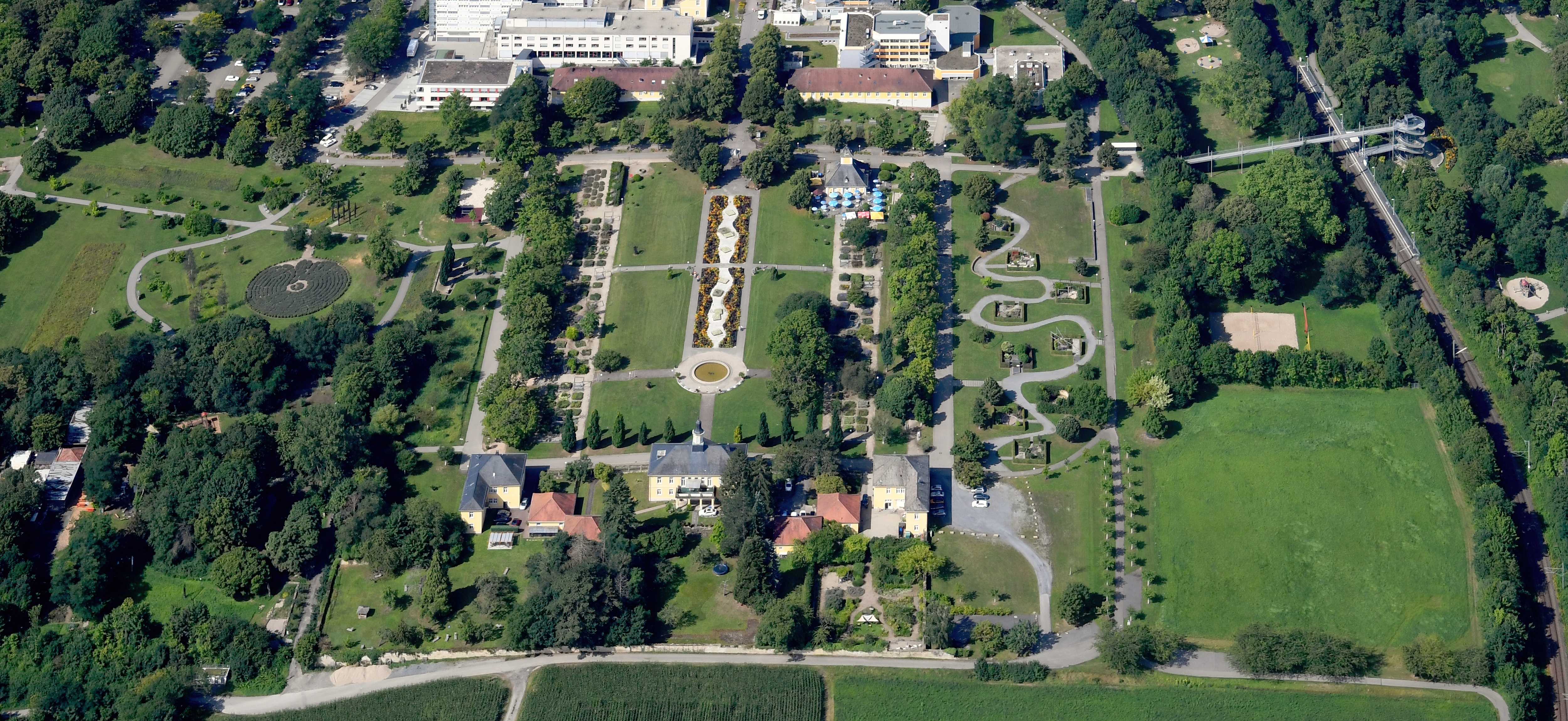
Luftbild des Salinengartens

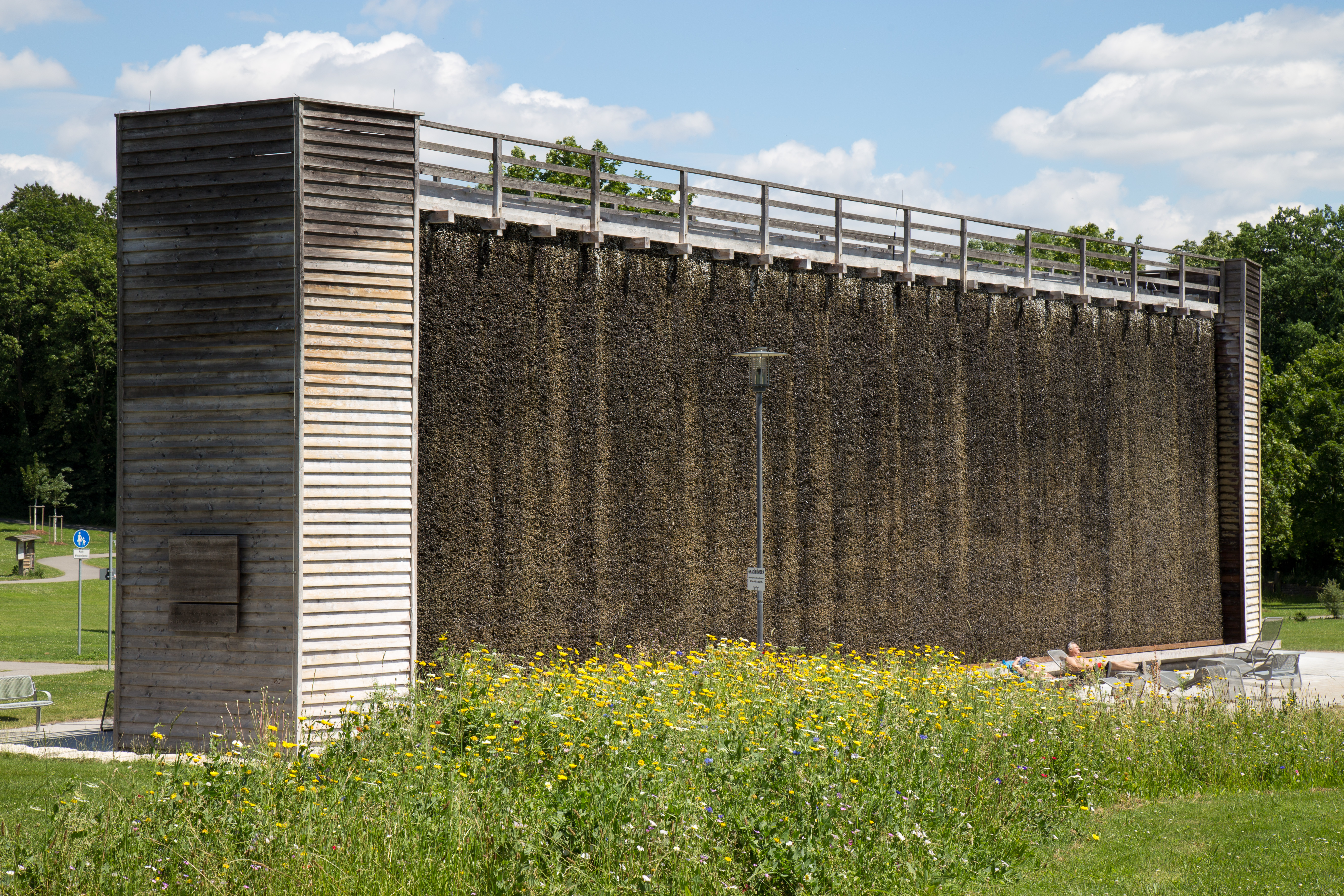
Gradierwerk im Salinengarten

Bereits 1974 wurden die meisten Salinenanlagen, darunter die Sonnensalzanlage, das etwa 70 Meter lange Zentralmagazin und die großen Siedehäuser sowie der Hochbehälter am Westrand des Einsiedelwaldes abgerissen. Die verbliebenen Verwaltungs- und Wohngebäude wurden dem Kurbetrieb zugeschlagen. Das frühere Salinengelände bildet heute den Salinengarten genannten Teil des Bad Rappenauer Kurparks, der für die Landesgartenschau 2008 umfassend modernisiert wurde. Auf die Saline zurückreichende Gebäude sind unter anderem das Salinenamtsgebäude mit dem charakteristischen Glockentürmchen sowie das ehemalige Kassenhaus und die ehemalige Wohnung des Salinenmechanikus zu seinen Seiten, zwei Offiziantenwohnhäuser, eine Trafostation und im Hohenstadter Grund verschiedene Pumpenhäuschen mit einem Ehrenmal für die gefallenen Salinenarbeiter 1914 bis 1918, einem historischen fahrbaren Bohrturm und einem Tretrad (so genannte Salinenkuh) aus den Anfängen der Solegewinnung.
Die Rappenauer Sole wird auch nach dem Ende des Siedebetriebs gefördert und genutzt. 1986 erhielt die Stadt Bad Rappenau die Konzession zur Soleförderung für den angewachsenen Kurbetrieb. Neben zwei noch erhaltenen alten Bohrlöchern wurde eine dritte Bohrung niedergebracht. Im März 2008 kündigte die Stadt eine rund 200 Meter tiefe Neubohrung an. Für die Landesgartenschau wurde außerdem ein Gradierwerk errichtet.